# 布蘭塞特鎮區 (阿肯色州斯科特縣)
布蘭塞特鎮區（英語：Blansett Township）是位於美國阿肯色州斯科特縣的一個行政鎮區。

## 地方資料
布蘭塞特鎮區的面積為248.16平方千米，當中陸地面積為247.56平方千米，而水域面積為0.60平方千米。根據2010年美國人口普查的數據，當地共有人口158人，而人口密度為每平方千米0.64人。